# E album
『E album』（イー・アルバム）は、KinKi Kidsの5枚目のオリジナル・アルバム。2001年7月25日発売。発売元はジャニーズ・エンタテイメント。

## 概要
前作『D album』から約7か月でリリースされた。ベスト・アルバムを除けばそれまでで最も短い間隔でリリースされている。
本作はKinKi Kidsの作品としては、初めてジャケットにメンバーが写されていない。
『ボクの背中には羽根がある』と『情熱』の2作のシングルを収録している。『情熱』はシングルバージョンの他アコースティックバージョンも収録されている。
本作のプロモーションとして、15秒の通常サイズから1分近くに及ぶ長いバージョンまで、計十数パターンのテレビCMが製作された。どれもインタビューのパロディとしてコント風に作り上げたものであり、小規模であるが後の『G album -24/7-』でも同じようなプロモーションが展開された。
初回限定盤は特殊パッケージ仕様に、応募者の中から抽選で招待されたフィルムコンサート「ふるさとEふれあいalbumキャンペーン KinKi Kids FILM CONCERT 2001 SUMMER 〜年末年始のドームコンサートの前にKinKiがあなたの街にやってくる〜」への応募券付き。通常盤は、2001年8月5日に発売された写真集『KinKi Kids Returns! 2001 Concert Tour in Hong Kong & Taiwan』に封入された応募券とセットで応募した人全員に進呈された「KinKi Kidsミニフォトブック」プレゼント企画への応募券付き。
『LOVESICK』、『百年ノ恋』、『- so young blues -』はミュージックビデオが制作され、映像作品『-ISM』に収録されている。

## 収録曲
※ シングル曲の解説は各シングルのページを参照。
| #         | タイトル                              | 作詞           | 作曲           | 編曲                                                             | 時間  |
| --------- | ------------------------------------- | -------------- | -------------- | ---------------------------------------------------------------- | ----- |
| 1.        | 「LOVESICK」                          | 戸沢暢美       | Face 2 fAKE    | Face 2 fAKE                                                      | 4:30  |
| 2.        | 「ボクの背中には羽根がある (E Edit)」 | 松本隆         | 織田哲郎       | 家原正樹                                                         | 4:13  |
| 3.        | 「No Control」                        | 牧穂エミ       | 長岡成貢       | 長岡成貢                                                         | 4:17  |
| 4.        | 「百年ノ恋」(歌: 堂本剛)              | 堂本剛         | 堂本剛         | 知野芳彦                                                         | 6:15  |
| 5.        | 「Father」                            | 篠崎隆一       | 奥居香         | 林部直樹                                                         | 4:40  |
| 6.        | 「手を振ってさよなら」                | オオヤギヒロオ | オオヤギヒロオ | オオヤギヒロオ / ストリングスアレンジ: 村山達哉                  | 5:46  |
| 7.        | 「Broken冷蔵庫」                      | 戸沢暢美       | 宮崎歩         | CHOKKAKU / コーラスアレンジ: 岩田雅之                            | 4:47  |
| 8.        | 「情熱」                              | Satomi         | Boris Durdevic | 松本良喜                                                         | 4:44  |
| 9.        | 「Love U4 Good」                      | double S       | 松本良喜       | 安部潤 / コーラスアレンジ: 知野芳彦                              | 6:15  |
| 10.       | 「- so young blues -」(歌: 堂本光一)  | 松岡充         | 堂本光一       | 鈴木雅也 / ブラスアレンジ: 山本拓夫 / コーラスアレンジ: 知野芳彦 | 4:48  |
| 11.       | 「HONEY RIDER」                       | 相田毅         | 原一博         | 原一博                                                           | 4:36  |
| 12.       | 「月光」                              | 浅田信一       | 飯田建彦       | ha-j                                                             | 5:09  |
| 13.       | 「情熱 (Acoustic Version)」           | Satomi         | Boris Durdevic | 吉田建                                                           | 4:50  |
| 合計時間: | 合計時間:                             | 合計時間:      | 合計時間:      | 合計時間:                                                        | 64:50 |

### 楽曲解説
1. LOVESICK
今作のリードトラック。
このアルバムのシングル以外で唯一PVが存在する。
後に自身の2007年のベスト・アルバム『39』にも収録されている。
2. ボクの背中には羽根がある (E Edit)
11thシングルのアルバムバージョン。
シングル収録時はドラムが打ち込みであったが、今作では生演奏で収録されており演奏者のクレジットが追加されている。
3. No Control
4. 百年ノ恋 - 堂本剛
アルバムでは3作連続とお馴染みの知野芳彦とのコンビで製作された。PVも存在する。
5. Father
作曲を元プリンセス・プリンセスの奥居香（現・岸谷香）が担当。
6. 手を振ってさよなら
7. Broken冷蔵庫
8. 情熱
12thシングル。
9. Love U4 Good
後に自身の2007年のベスト・アルバム『39』にも収録されている。
10. - so young blues - - 堂本光一
作詞はSOPHIAの松岡充が担当。光一自ら「ちょっとエッチな歌詞に」と要請した。2001年の光一主演の舞台『SHOW劇・SHOCK』などでも披露され、PVも存在する（堂本光一名義）。また、曲中には振り付けまで存在している。ブラスアレンジにはサザンオールスターズの楽曲などにも参加する山本拓夫が担当し、全体的にブラス音が使われている。
11. HONEY RIDER
イントロ部分が『島田紳助がオールスターの皆様に芸能界の厳しさ教えますスペシャル!』（ytv制作）の提供バックで使用されている。
作詞者の相田毅は声優ユニットWeiß kreuzにも「Honeyrider」という詞を提供している。
12. 月光
シングル候補でもあった曲。
後に自身の2007年のベスト・アルバム『39』にも収録されており、発売時のファン投票で10位にランクインした。
13. 情熱 (Acoustic Version)
12thシングルのアコースティックバージョン。

出版者 2：日本テレビ音楽株式会社、8,13：CRNO BIJELI SVIJET&メディアプルポ（サブ出版者：ブライト・ノート・ミュージック&メディアプルポ）、その他全曲：ブライト・ノート・ミュージック

## 映像作品
- LOVESICK
  - -ISM
  - KinKi Kids Concert -Thank you for 15years- 2012-2013
  - KinKi Kids Concert Tour 2019-2020 ThanKs 2 YOU
- No Control
  - KinKi Kids 2010-2011 〜君も堂本FAMILY〜
- 百年ノ恋
  - -ISM
  - LIVE ROSSO E AZZURRO
  - TSUYOSHI DOMOTO 2nd LIVE [síː] 〜FIRST LINE〜
- - so young blues -
  - -ISM
  - KinKi Kids Dome F Concert 〜Fun Fan Forever〜（堂本剛ソロ）
  - KOICHI DOMOTO LIVE TOUR 2004 1/2
  - KOICHI DOMOTO CONCERT TOUR 2006 mirror 〜The Music Mirrors My Feeling〜
  - KOICHI DOMOTO CONCERT TOUR 2010 BPM
  - KOICHI DOMOTO Concert Tour 2012 “Gravity”
  - KOICHI DOMOTO LIVE TOUR 2015 Spiral
- HONEY RIDER
  - KinKi Kids Dome F Concert 〜Fun Fan Forever〜
- 月光
  - -ISM
  - KinKi Kids Dome Tour 2004-2005 -Font De Anniversary.-
  - 39（初回限定盤）
  - Ø（初回限定盤）
  - We are Øn' 39!! and U? KinKi Kids Live in DOME 07-08
  - KinKi you DVD
  - MTV Unplugged: KinKi Kids